# Sei Nazioni femminile 2017
Il Sei Nazioni femminile 2017 (ingl. 2017 Women's Six Nations Championship, fr. Tournoi des Six Nations féminin 2017) fu la 16ª edizione del torneo rugbistico che vede annualmente confrontarsi le Nazionali femminili di Francia, Galles, Inghilterra, Irlanda, Italia e Scozia, nonché la 22ª in assoluto considerando anche le edizioni dell'Home Championship e del Cinque Nazioni.
In programma dal 3 febbraio al 18 marzo 2017, vide l'importante innovazione regolamentare dell'adozione del sistema di punteggio dell'Emisfero Sud che prevede per ogni incontro 4 punti per la vittoria, 2 per il pareggio, zero per la sconfitta più eventuali bonus di un punto per la o le squadre che marchino almeno quattro mete e un ulteriore punto per la squadra sconfitta se perde con sette o meno punti di svantaggio; per rendere sicura la vittoria alla squadra che vinca tutte le cinque partite, è previsto in tale eventualità un bonus aggiunto di 3 punti.
Dal punto di vista statistico l'edizione 2017 è rilevante anche perché la Scozia, con la vittoria per 15-14 sul Galles, interruppe un digiuno di vittorie di torneo che durava dal 2010.
Da rilevare anche l'istituzione del trofeo Anita Garibaldi, corrispettivo femminile del Giuseppe Garibaldi, come questo in palio tra le formazioni di Francia e Italia, ma femminili.
L'Italia finì senza vittorie per la prima volta dal 2009, anche se portò a casa un punto di bonus proprio nell'ultima partita contro la Scozia persa per 2 punti di scarto.
Il trofeo fu vinto per la quattordicesima volta dall'Inghilterra, assente dal palmarès del torneo dal 2012, con il suo tredicesimo Grande Slam.

## Risultati

### 1ª giornata
| Arbitro: | Aimee Barrett-Theron |

|                |      |                                             |
| Konkel 5’, 30’ | mt   | 11’ Naoupu 23’ Miller 52’ Peat 80+2’ Murphy |
| Law 5’         | tr   |                                             |
| Law 37’        | c.p. |                                             |

| Arbitro: | Rose LaBrèche |

|             |      |                                  |
| Furlan 35’  | mt   | 10’ Thomas 6’ Hywel 69’ Phillips |
|             | tr   | 10’ Snowsill                     |
| Sillari 31’ | c.p. | 8’ Snowsill                      |

| Arbitro: | Amy Perrett |

|                               |      |                    |
| Waterman 49’ Wilson-Hardy 76’ | mt   | 3’ Izar 32’ Mignot |
| Scarratt 49’, 76’             | tr   |                    |
| Scarratt 43’, 59’, 68’, 72’   | c.p. | 27’ Le Duff        |

### 2ª giornata
| Arbitro: | Marie Lematte |

|  |    | |
|  | mt | 2’, 60’ Wilson-Hardy 8’ Cokayne 11’ Hunt 22’, 42’, 66’ Thompson 26’ Mclean 37’ Hunter 47’, 56’ Waterman |
|  | tr | 8’, 11’, 22’, 37’ Scarratt                                                                              |

| Arbitro: | Tim Baker |

| |    |  |
| N'Daye 17’ Izar 28’ Corson 34’ Poublan 40’ Guiglion 47’ Le Pesq 49’, 52’ Ladagnous 59’ Cabalou 65’ | mt |  |
| Le Duff 34’, 40’ Cabalou 49’, 52’, 66’                                                             | tr |  |

| Arbitro: | Rachel Horton |

|             |      |                                                 |
|             | mt   | 43’ Lyons 55’ Spence 60’ Fitzpatrick 80’ Tyller |
|             | tr   | 43’, 55’ Stapleton                              |
| Sillari 38’ | c.p. | 29’ Stapleton                                   |

### 3ª giornata
| Arbitro: | Cwengile Jadezweni |

|                         |      |                          |
| Thomson 40+1’ Lloyd 61’ | mt   | 20’ Phillips 35’ tecnica |
| Law 40+1’               | tr   | 20’, 35’ Snowsill        |
| Law 78’                 | c.p. |                          |

| Arbitro: | Graham Cooper |

|                                                             |    |                                      |
| Wilson 14’ Wilson-Hardy 17’ Fleetwood 25’, 31’ Scarratt 45’ | mt | 3’ S. Stefan 55’ Barattin 70’ Furlan |
| Scarratt 17’, 31’                                           | tr |                                      |

| Arbitro: | Sara Cox |

|                    |      |                 |
| Lyons 50’          | mt   | 43’ Ladagnous   |
| Stapleton 50’      | tr   | 43’ Trémoulière |
| Stapleton 12’, 63’ | c.p. | 66’ Trémoulière |

### 4ª giornata
| Arbitro: | Claire Hodnett |

|                   |    |                      |
| Powell-Hughes 43’ | mt | 38’ Peat 62’ Tyrrell |
| Wilkins 43’       | tr | 38’ Stapleton        |

| Arbitro: | Séan Gallagher |

|                                                                                        |    |  |
| Wilson 3’, 7’, 28’, 33’, 45’, 59’, 79’ Cokayne 11’, 20’, 41’ Waterman 25’ Scarratt 75’ | mt |  |
| Scarratt 75’, 79’                                                                      | tr |  |

| Arbitro: | Helen O'Reilly |

|          |      |                                           |
| Este 71’ | mt   | 9’, 28’ Ladagnous 18’ Ménager 40’ Poublan |
|          | tr   | 28’ Abadie                                |
|          | c.p. | 13’, 42’ Abadie                           |

### 5ª giornata
| Arbitro: | Ian Tempest |

|                    |    |                  |
| Rollie 30’, 40+2’  | mt | 11’, 17’ Bettoni |
| Skeldon 30’, 40+2’ | tr | 11’ Sillari      |

| Arbitro: | Alhambra Nievas |

|             |      |                                                                   |
| Lyons 65’   | mt   | 15’ Wilson-Hardy 53’ Keates 60’ Cokayne 68’ Scarratt 73’ Thompson |
| Tyrrell 65’ | tr   | 60’, 68’, 73’ Scarratt                                            |
|             | c.p. | 58’ Scarratt                                                      |

| Arbitro: | Joy Neville |

|                                                                 |      |                                  |
| Forlani 22’ Ladagnous 42’ Boujard 49’ Arricastre 67’ Abadie 78’ | mt   | 11’ Powell-Hughes 45’, 57’ Evans |
| Trémoulière 22’, 42’, 49’, 67’                                  | tr   | 45’, 57’ Wilkins                 |
| Trémoulière 4’, 16’                                             | c.p. |                                  |

## Classifica
| Pos | Squadra     | G | V | N | P | PF  | PS  | DP   | BMP | Pt |
| --- | ----------- | - | - | - | - | --- | --- | ---- | --- | -- |
| 1   | Inghilterra | 5 | 5 | 0 | 0 | 216 | 35  | +181 | 7   | 27 |
| 2   | Irlanda     | 5 | 4 | 0 | 1 | 81  | 69  | +12  | 2   | 18 |
| 3   | Francia     | 5 | 3 | 0 | 2 | 145 | 63  | +82  | 4   | 16 |
| 4   | Scozia      | 5 | 2 | 0 | 3 | 44  | 167 | −123 | 1   | 9  |
| 5   | Galles      | 5 | 1 | 0 | 4 | 60  | 137 | −77  | 2   | 6  |
| 6   | Italia      | 5 | 0 | 0 | 5 | 43  | 118 | −75  | 1   | 1  |